# Peggy March
Margaret Annemarie Battavio, cunoscută ca Peggy March, (n. 8 martie 1948, Lansdale, Pennsylvania, SUA) este o cântăreață de muzica pop americană. În Statele Uniteeste cunoscută în primul rând pentru cântecul ei din 1963 „I Will Follow Him ”. Deși uneori este amintită ca o cântăreață cu o singură melodie de vârf, ea a continuat să aibă succes în Europa până în anii 1970.

## Biografie
Născută într-o familie italo-americană, Peggy March a fost descoperită la 13 ani cântând la nunta vărului ei.
Pe 24 aprilie 1963, discul ei „I Will Follow Him”, o traducere a cântecului francez „Chariot” înregistrat cu un an mai devreme de Petula Clark, s-a clasat pe primul loc în Statele Unite, când avea doar 14 ani.
Succesul a ridicat și probleme financiare. Era minoră, iar legislația în vigoare îi împiedica pe părinții ei să-i gestioneze banii. Responsabilitatea i-a revenit managerul ei, Russell Smith. În 1966 s-a descoperit că el a îi risipise averea, lăsând-o cu 500 de dolari. 
Pe lângă melodia ameintită, au fost și alte cântece ale ei printre care „I Wish I Were a Princess” și „Hello Heartache, Goodbye Love⁠(d)” au fost bine primite în Statele Unite.
Peggy March a început să facă turnee în Europa. În 1965 a câștigat Concursul Deutscher Schlager cu cântecul „Mit 17 hat man noch Träume” („La 17 ani încă ai visuri”). În 1969 Peggy March s-a mutat în Germania. Au urmat cântece germane ca „In der Carnaby Street”, „Einmal verliebt – immer verliebt”, „Romeo und Julia” („On Carnaby Street”, „Once in Love – Always in Love”, „Romeo and Juliet” ... Nr. 1 în topurile germane), „Der Schuster macht schöne Schuhe” („Căzmarul face pantofi frumoși”), „Telegramm aus Tennessee”, „Die Maschen der Männer” și „Das sind die Träume, die man so träumt”. 
Succesul ei comercial în Germania a continuat în cea mai mare parte a anilor 1970. A concurat pentru reprezentarea Germaniei la Concursul Muzical Eurovision în 1969, clasându-seată pe locul al doilea în finala națională cu cântecul „Hey! Das ist Musik für mich”. Peggy March a mai concurat în 1975, când a interpretat compoziția lui Ralph Siegel „Alles geht vorüber” clasându-se iar pe locul doi în finala națională.
Peggy March a continuat să lucreze în special în Germania, participând și la spectacole la Las Vegas.

## Viata personala
În 1969, March s-a căsătorit cu managerul ei Arnie Harris. Au avut o fiică, Sande Ann, născută în 1974. Arnie Harris a murit în 2013. După ce a locuit în Germania din 1969, March s-a mutat în Florida în 1999.

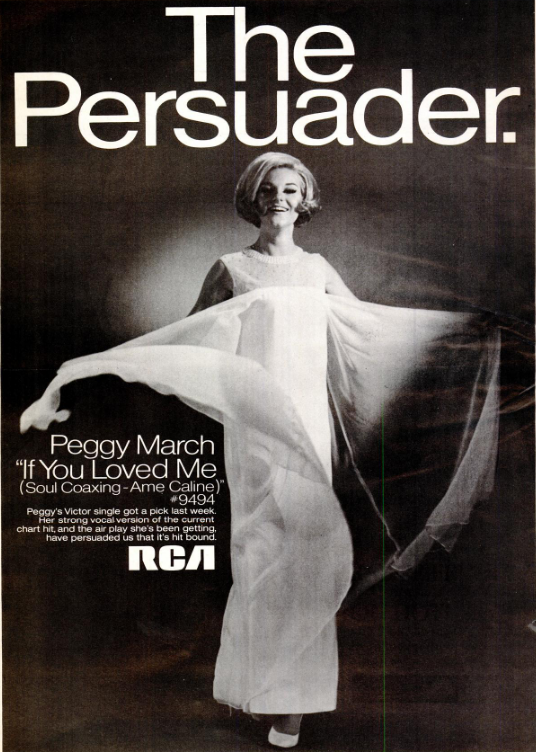
O reclamă pentru single-ul RCA Victor din martie 1968 „If You Loved Me (Soul Coaxing- Ame Caline)”